# Alberta Culture, Multiculturalism, and Status of Women
Alberta Culture, Multiculturalism, and Status of Women (Culture, multiculturalisme et condition féminine de l'Alberta) est un ministère du Conseil exécutif de l'Alberta. Il a été créé le 30 avril 2019 et est responsable des industries culturelles, des arts et du patrimoine de l'Alberta, ainsi que de la promotion des droits des femmes.

## Organisation interministérielle
Le ministre de la Culture, du Multiculturalisme et de la Condition féminine est nommé par le premier ministre de l'Alberta. Le ministère est ensuite divisé en : Département de la culture, du multiculturalisme et de la condition de la femme ; Alberta Foundation for the Arts et l'Alberta Advisory Council on the Francophonie.

## Histoire administrative
Les portefeuilles de la culture, du multiculturalisme et de la condition féminine du gouvernement de l'Alberta étaient auparavant supervisés par des ministres distincts. Ils faisaient également partie du portefeuille du même ministre. Chacun de ces portefeuilles a également été joint à d’autres services gouvernementaux à divers moments.
Le Département des affaires culturelles a été fondé en 1975 par le décret 518/1975, en vertu de la Loi sur les transferts administratifs dans la fonction publique. Le ministre responsable était connu sous le nom de ministre responsable de la culture (1975 - 1980), ministre de la Culture (1980 - 1987) et ministre de la Culture et du Multiculturalisme (1987–1992).
Les agences qui relevaient du ministre comprenaient l'Alberta Cultural Heritage Foundation (1978 - 1987), l'Alberta Multiculturalism Commission (1987 1992), l'Alberta Art Foundation (1972 - 1991), l'Alberta Foundation for the Performing Arts (1978–1991), l'Alberta Foundation for the Literary Arts (1984 - 1991), Alberta Foundation for the Arts (1991–1992), Alberta Library Board (1948–1992) et Alberta Advisory Council on the Status of Women (1986–1987). Pendant cette période, le ministre était responsable de la mise en œuvre des lois suivantes : Alberta Academy Act, Alberta Art Foundation Act, Alberta Emblems Act, Alberta Foundation for the Arts Act, Alberta Heritage Day Act, Alberta Historical Resources Act, Alberta Order of Excellence Act, Alberta Women's Bureau Act, Amusements Act (Part 3), Cultural Development Act, Cultural Foundations Act, Department of Culture Act, Department of Culture and Multiculturalism Act, Foreign Cultural Property Immunity Act, Glenbow-Alberta Institute Act, Government House Act, Libraries Act, et Loi sur les associations des professeurs de musique enregistrés.
Au cours de la restructuration de 1992, l'ancien ministère de la Culture et du Multiculturalisme et l'ancien ministère du Tourisme, des Parcs et des Loisirs ont été dissous et remplacés par le ministère du Développement communautaire. Celui-ci contenait toutes les composantes actuelles du ministère (ainsi que les parcs). De 2006 à 2008, ce ministère a été renommé Alberta Tourism, Parks, Recreation and Culture. Le 12 mars 2008, la culture a été éclatée dans un nouveau ministère appelé Alberta Culture and Community Spirit (il a été renommé simplement Alberta Culture le 8 mai 2012).
En 2014, la culture a été réunie avec le tourisme (y compris les loisirs), mais cette fois sans Alberta Parks, qui a été transféré au ministère de l'Environnement et des Parcs. Du 15 septembre 2014 au 30 avril 2019, le ministère s'appelait Alberta Culture and Tourism et le ministère comprenait Travel Alberta, l' agence de marketing touristique du ministère, l'Alberta Sport, Recreation, Parks and Wildlife Foundation, également connue sous le nom d'Alberta Sport Connection, en tant que société d'État sans but lucratif, lAlberta Foundation for the Arts, lAlberta Historical Resources Foundation et la Government House Foundation.

## Structure du ministère
Depuis 2019, le ministère se compose de la Fondation de l'Alberta pour les arts et de Alberta Advisory Council on the Francophonie, plus le ministère de la Culture, du Multiculturalisme et de la Condition féminine de l'Alberta qui relève directement de la ministre.